# Diritti LGBT in Laos
Mentre l'attività sessuale tra persone dello stesso sesso in Laos è legale, risulta ancora esser molto difficile valutare l'autentico stato d'accettazione ed eventuali violenze contro le persone LGBT cittadine del paese della penisola indocinese in quanto il governo non permette di condurre sondaggi su qualsivoglia argomento riguardante i diritti umani ad associazioni non preventivamente accettate. Numerose testimonianze suggeriscono invero che il Laos sia a tutt'oggi una delle nazioni ad indirizzo filo-comunista più tolleranti nei riguardi della questione, con una crescente accettazione della stessa omosessualità da parte dell'opinione pubblica.
Gli atti omosessuali sono legali in Laos quando non finalizzati a scopo commerciale - quindi non di prostituzione maschile - e praticata fra adulti consenzienti in privato. Il paese d'altro canto non riconosce il matrimonio fra persone dello stesso sesso né qualsiasi altra forma di unione omosessuale; non vi sono stati dibattiti noti nei riguardi della legalizzazione di tali unioni in un futuro prossimo.
Attualmente non vi sono leggi che vietano la discriminazione basata sull'orientamento sessuale e la costituzione nazionale non affronta esplicitamente i problemi riguardanti l'identità di genere. Oggi il governo fa bloccare l'accesso a pagine web a tema LGBT; discussioni su tali tematiche nei vari altri media sono molto rare, al di fuori dei transessuali che invece sono abbastanza visibili.
La situazione è di generale tolleranza ed il governo ufficiale molto semplicemente ignora le persone LGBT, a meno che non vi siano fatti o campagne d'informazione giudicate troppo immodeste o indecenti: come spesso accade, l'accettazione verso gay e lesbiche è più forte nei centri urbani che nelle zone rurali.
Il governo ha permesso anche a qualche ONG di operare all'interno del paese lavorando con la comunità LGBT per favorire la giusta conoscenza nei riguardi delle malattie sessualmente trasmissibili, soprattutto l'infezione da virus HIV. Infine il primo Gay Pride si è svolto nel giugno 2012 nel campo sportivo all'interno dell'ambasciata statunitense a Vientiane, con un centinaio di ospiti d'onore.

## Tabella riassuntiva
| Attività e relazioni sessuali legali                         | (Dal 1990) |
| Parità dell'età di consenso                                  | Si         |
| Leggi anti-discriminazione sul lavoro                        | No         |
| Leggi anti-discriminazione nella fornitura di beni e servizi | No         |
| Leggi anti-discriminazione in tutti gli altri settori        | No         |
| Matrimonio egualitario                                       | No         |
| Unione civile                                                | No         |
| Adozione                                                     | No         |
| Autorizzazione a prestare servizio nelle forze armate        | Si         |
| Diritto di cambiare legalmente sesso                         | Si         |
| Accesso alla fecondazione in vitro per le coppie lesbiche    | No         |
| Surrogazione di maternità                                    | No         |
| Divieto di terapie di conversione                            | No         |
| Permessa la donazione di sangue per le persone omosessuali   | No         |